# Dudu Karakaya
Dudu Karakaya (* 11. November 1985 in Kayseri) ist eine ehemalige türkische Leichtathletin, die sich auf den Langstreckenlauf spezialisiert hat. Auch ihre jüngere Schwester Tuğba Koyuncu war als Leichtathletin aktiv.

## Sportliche Laufbahn
Erste internationale Erfahrungen sammelte Dudu Karakaya bei den Crosslauf-Weltmeisterschaften 2003 in Edinburgh, bei denen sie nach 28:09 min auf den 61. Platz im U20-Rennen gelangte. Im Jahr darauf schied sie bei den Juniorenweltmeisterschaften in Grosseto mit 11:16,25 min im Vorlauf über 3000 m Hindernis aus und bei den Crosslauf-Europameisterschaften 2005 in Tilburg wurde sie in 22:29 min 71. im Einzelrennen. Bei den Crosslauf-Europameisterschaften 2006 in San Giorgio su Legnano wurde sie nach 20:24 min 37. im U23-Rennen und im Jahr darauf belegte sie bei den Balkan-Hallenmeisterschaften in Piräus in 9:46,16 min den fünften Platz im 3000-Meter-Lauf. Im Juli gelangte sie bei den U23-Europameisterschaften in Debrecen mit 16:30,79 min auf den vierten Platz über 5000 Meter und im Dezember wurde sie bei den Crosslauf-EM in Toro in 23:23 min 14. im U23-Rennen. 2009 kam sie bei den Mittelmeerspielen in Pescara im 5000-Meter-Lauf nicht ins Ziel und anschließend belegte sie bei der Sommer-Universiade in Belgrad in 16:10,66 min den achten Platz. 2011 schied sie bei den Halleneuropameisterschaften in Paris mit 4:30,29 min im Vorlauf über 1500 Meter aus und im Jahr darauf siegte sie in 9:22,20 min über 3000 Meter bei den Balkan-Hallenmeisterschaften in Istanbul. Kurz darauf verpasste sie bei den Hallenweltmeisterschaften ebendort mit 9:16,85 min den Finaleinzug, ehe sie im Juni bei den Europameisterschaften in Helsinki in 15:29,71 min den neunten Platz über 5000 Meter belegte. Daraufhin nahm sie über 5000 Meter an den Olympischen Sommerspielen in London teil und schied dort mit 15:28,32 min in der Vorrunde aus. 2013 verteidigte sie bei den Balkan-Hallenmeisterschaften in Istanbul in 9:02,14 min ihren Titel über 3000 Meter und belegte kurz darauf bei den Halleneuropameisterschaften in Göteborg in 9:15,07 min den zehnten Platz. Im Juli wurde sie bei den Studentenweltspielen in Kasan in 16:12,77 min Vierte über 5000 Meter und im Jahr darauf beendete sie ihre aktive sportliche Karriere im Alter von 29 Jahren.
In den Jahren 2006, 2008 und 2009 wurde Karakaya türkische Meisterin im 1500-Meter-Lauf sowie 2011 über 3000 Meter. Zudem wurde sie 2012 Hallenmeisterin über 3000 Meter.

## Persönliche Bestleistungen
- 1500 Meter: 4:11,26 min, 31. Mai 2008 in Izmir
  - 1500 Meter (Halle): 4:19,62 min, 1. Februar 2011 in Wien
- 3000 Meter: 9:02,57 min, 20. Juni 2009 in Bergen
  - 3000 Meter (Halle): 9:02,14 min, 23. Februar 2013 in Istanbul
- 5000 Meter: 15:20,00 min, 9. Juni 2012 in Istanbul